# Blaugas

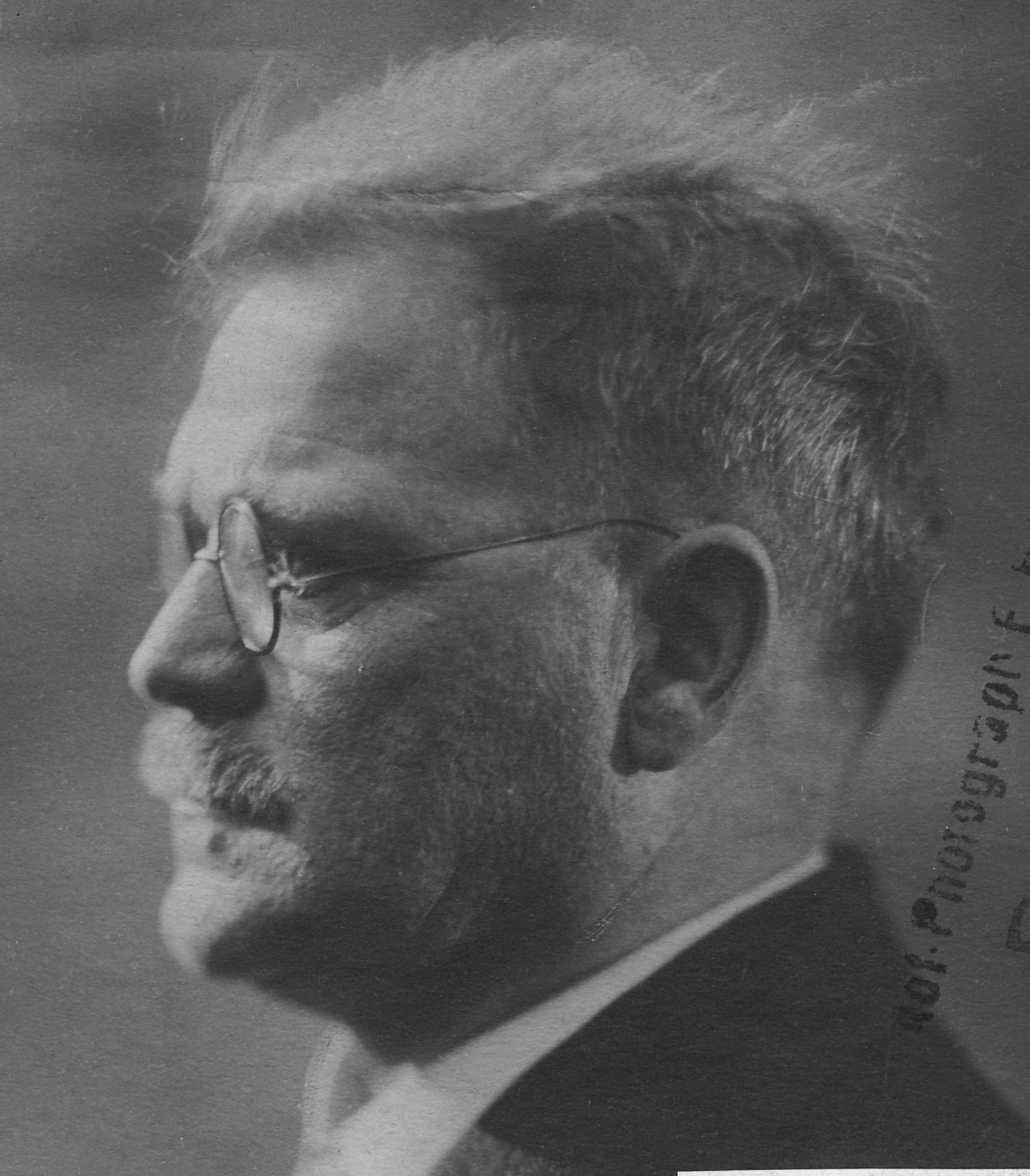
Dr. Hermann Blau

Blaugas is een brandbaar kunstmatig gas, genoemd naar zijn uitvinder, Dr. Hermann Blau uit Augsburg, Duitsland.
Het werd vervaardigd door het ontbinden van minerale oliën in retorten met warmte en het comprimeren van de daaruit voortvloeiende nafta tot een vloeistof.

## Toepassing
Het werd, evenals lpg, vervoerd als vloeistof en gebruikt als gas. Blaugas werd gebruikt voor verlichting, verwarming en lassen. Een minder zuivere vorm, bekend als Pintschgas, werd gebruikt voor de verlichting in spoorwagens en kachels in de late 19e en vroege 20e eeuw.
Blaugas werd vooral bekend als drijfvermogencompenserende brandstof voor het luchtschip LZ127 Graf Zeppelin. Een probleem met de luchtschepen was namelijk dat ze tijdens de reis lichter werden doordat de vloeibare brandstof verbruikt werd en om dat te compenseren moesten grote hoeveelheden van het kostbare drijfgas (waterstof) geloosd worden. Blaugas was hiervoor de oplossing, het woog ongeveer even veel als lucht en kon dus als brandstof dienen zonder dat de zeppelin lichter werd. Het blaugas werd in gasvorm meegenomen en de zeppelin had niet alleen gascellen voor waterstof, maar ook voor blaugas. De laatste namen het onderste derde deel van de ruimte in de zeppelin in beslag.

## Samenstelling
Blaugas bevat ongeveer 50% alkanen (waarvan 37% methaan), 6% waterstof en lucht. Het heeft een energiewaarde van 64 263 kJ/m3 en een lichtopbrengst van 2700 candela.